# Yacyretá-dammen
Yacyretá-dammen är ett vattenkraftverk vid Paranáfloden mellan Argentina och Paraguay. Dammen ligger mellan det argentinska departementet Corrientes och det paraguayska departementet Misiones. Dammen började byggas år 1983 men först 1998 stod den färdig att användas. Dammen har en kapacitet på 3 100 MW och täcker 15 procent av Argentinas elförsörjning.
Yacyretá-dammen har, liksom i fallet med Itaipu-dammen, varit föremål för flera politiska kontroverser. Förutom korruption och förskingring av medel under uppbyggnaden har den administrativa modellen, en stiftelse med två nationer som ägare, lett till stor korruption och förskringring av stiftelsens inkomster. Förskingringen har varit så massiv att dammbygget kommit att kallas "Ett monument över korruptionen"
Vattenkraftverket har också skapat omfattande miljöskador i form förstörelse av naturliga habitat för vilda djur och fisk. Den höjda vattennivån har också skadat delar av den paraguayska staden Encarnación som tidvis översvämmats. En stor fråga har också varit den del av inkomsterna som Paraguay erhåller från Argentina som använder huvuddelen av den producerade energin.
Frågan om royalties för elförsäljningen kom liksom i fallet Itaipú att bli en av huvudfrågorna i det paraguayska valet 2008 och var också ett av skälen till att den fd. biskopen Fernando Lugo vann valen samma år. 2009 omförhandlades Itaipú-avtalet med Brasilien, och president Lugo hoppas på en liknande omförhandling rörande Yacyretá-dammen med Argentinas regering.